# Brjanta
La Brjanta (in russo Брянта?) è un fiume della Siberia Orientale, affluente di destra della Zeja (bacino idrografico dell'Amur). Scorre nei rajon (distretti) Tyndinskij e Zejskij, nell'Oblast' dell'Amur.

## Descrizione
Il fiume nasce dal versante meridionale dei monti Stanovoj a un'altitudine di 970 m, scorre in direzione meridionale lungo il bassopiano dell'alta Zeja e sfocia nel fiume Zeya, a 791 km dalla sua foce (dal 1980, nel bacino artificiale della Zeja). Non ci sono insediamenti lungo il fiume. Il fiume inizia a gelare a metà ottobre e si libera completamente dal ghiaccio a fine aprile. I suoi maggiori affluenti sono: Unacha, Utugaj e Dëss.
Il bacino del fiume è una delle antiche regioni aurifere dell'Estremo Oriente; vi si trova anche un giacimento di rame. Il fiume è attraversato dalla ferrovia Bajkal-Amur.